# Nicolae Rainea

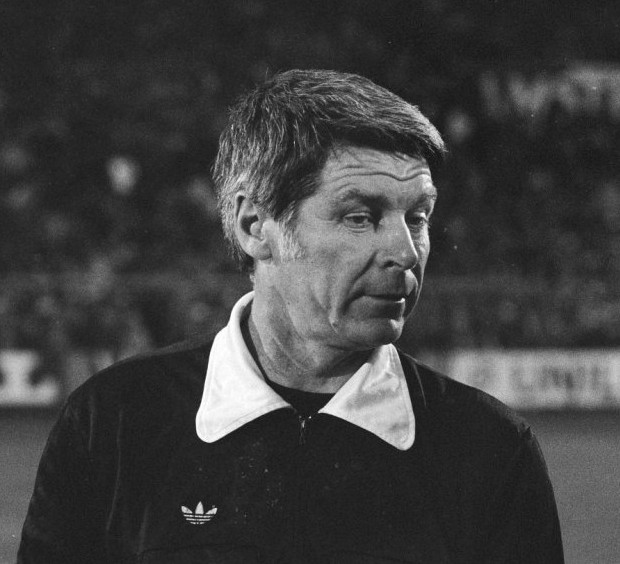
Nicolae Rainea (1980)

Nicolae Rainea (Brăila, 19 november 1933 – 1 april 2015) was een voetbalscheidsrechter uit Roemenië. Hij was als arbiter actief op drie WK-eindronden (1974, 1978 en 1982), en bij het EK voetbal in 1980 in Italië. Bij dat laatste toernooi floot hij onder meer de finale tussen West-Duitsland en België (2-1). Rainea leidde in totaal 115 internationale wedstrijden gedurende zijn carrière. Hij zwaaide af in 1984. Het voormalige Stadionul Dunărea in Galaţi is naar hem vernoemd: Stadionul Nicolae Rainea.

## Interlands
| Datum             | Wedstrijd                               | Uitslag | Competitie        | Kreeg geel | Kreeg voor de tweede keer geel en dus rood | Weggestuurd |
| ----------------- | --------------------------------------- | ------- | ----------------- | ---------- | ------------------------------------------ | ----------- |
| 16 mei 1970       | Polen – Duitse Democratische Republiek  | 1 – 1   | Vriendschappelijk | 0          | 0                                          | 0           |
| 19 mei 1973       | Frankrijk – Ierland                     | 1 – 1   | WK-kwalificatie   | 3          | 0                                          | 0           |
| 22 juni 1974      | Zaïre – Brazilië                        | 0 – 3   | WK-eindronde      | 2          | 0                                          | 0           |
| 20 november 1974  | Griekenland – West-Duitsland            | 2 – 2   | EK-kwalificatie   | 1          | 0                                          | 0           |
| 27 september 1975 | België – Duitse Democratische Republiek | 1 – 2   | EK-kwalificatie   | ?          | ?                                          | ?           |
| 21 september 1977 | Polen – Denemarken                      | 4 – 1   | WK-kwalificatie   | ?          | ?                                          | ?           |
| 2 juni 1978       | Italië – Frankrijk                      | 2 – 1   | WK-eindronde      | 3          | 0                                          | 0           |
| 14 juni 1978      | Brazilië – Peru                         | 3 – 0   | WK-eindronde      | 2          | 0                                          | 0           |
| 15 november 1978  | Oostenrijk – Portugal                   | 1 – 2   | EK-kwalificatie   | ?          | ?                                          | ?           |
| 24 februari 1979  | Italië – Nederland                      | 3 – 0   | Vriendschappelijk | ?          | ?                                          | ?           |
| 15 juni 1980      | Italië – Engeland                       | 1 – 0   | EK-eindronde      | 2          | 0                                          | 0           |
| 22 juni 1980      | West-Duitsland – België                 | 2 – 0   | EK-eindronde      | 4          | 0                                          | 0           |
| 14 november 1981  | Italië – Griekenland                    | 1 – 1   | WK-kwalificatie   | ?          | ?                                          | ?           |
| 22 juni 1982      | Sovjet-Unie – Schotland                 | 2 – 2   | WK-eindronde      | 1          | 0                                          | 0           |
| 29 juni 1982      | Italië – Argentinië                     | 2 – 1   | WK-eindronde      | 5          | 0                                          | 1           |
| 26 september 1983 | Israël – Uruguay                        | 2 – 2   | Vriendschappelijk | ?          | ?                                          | ?           |